# Hakainde Hichilema
Hakainde Hichilema (Hachipona, hoy distrito de Monze, en la Federación de Rodesia y Nyasalandia, hoy en Zambia, 4 de junio de 1962) es un político y empresario zambiano que desde el 24 de agosto del 2021 ejerce como presidente de Zambia.

## Primeros años
Nació en la aldea de Hachipona, distrito de Monze, en el área de la tribu de Hamusonde. Recibió una beca para estudiar en la Universidad de Zambia y se graduó en 1986 con una licenciatura en Economía y Administración de Empresas. A partir de entonces, realizó un MBA en Finanzas y Negocios en la Universidad de Birmingham en el Reino Unido.

## Actividades profesionales
En 1986 se dedicó a la economía como ayudante consultor en la empresa Equator Advisory Service (Servicios de Asesorías Ecuador). Ese mismo año también trabajó para la empresa Coopers & Lybrand Zambia. Fue director de Asesoría Corporativa (1989)[cita requerida] y CEO de Coopers & Lybrand Zambia (1994-1998) y de Grant Thornton Zambia (1998-2006).

## Carrera política
Participó de la fundación del Partido Unido para el Desarrollo Nacional en 1998. En 2006 falleció Anderson Mazoka, el líder del partido, a quien le correspondió reemplazar en la presidencia de la colectividad y ser candidato presidencial en 2006.
En las elecciones generales de 2006, Hichilema logró el tercer lugar con el 25,3 % de los sufragios, mientras que en las elecciones siguientes del 2008 repitió la misma posición, pero con el 19,70 % de los votos.
En 2009, Hichilema firmó un pacto con el Frente Patriótico de Michael Sata, para disputar las elecciones de 2011 juntos. Sin embargo, la indecisión sobre el candidato del pacto, la profunda desconfianza y acusaciones de tribalismo de ambos lados se tradujeron en el colapso del pacto en el marzo de 2011. En dichos comicios de 2011 obtuvo el 18,17 % de las preferencias.

### Presidencia
Hichilema se presentó a la presidencia en las elecciones celebradas el 12 de agosto de 2021, las cuales ganó con el 59 % de los votos. El presidente de la comisión electoral, Esau Chulu, declaró que había ganado las elecciones en la madrugada del 16 de agosto.
Luego de su victoria, Hichilema declaró su deseo de nombrar a zambianos calificados en su administración. Entre sus nombramientos estuvo el de Sylvia Masebo, Situmbeko Musokotwane, Anthony Bwalya, Jito Kayumba y Garry Nkombo entre otros.

## Vida personal
Está casado con Mutinta Hichilema con la cual tiene tres hijos.